# 仁愛路 (臺北市)

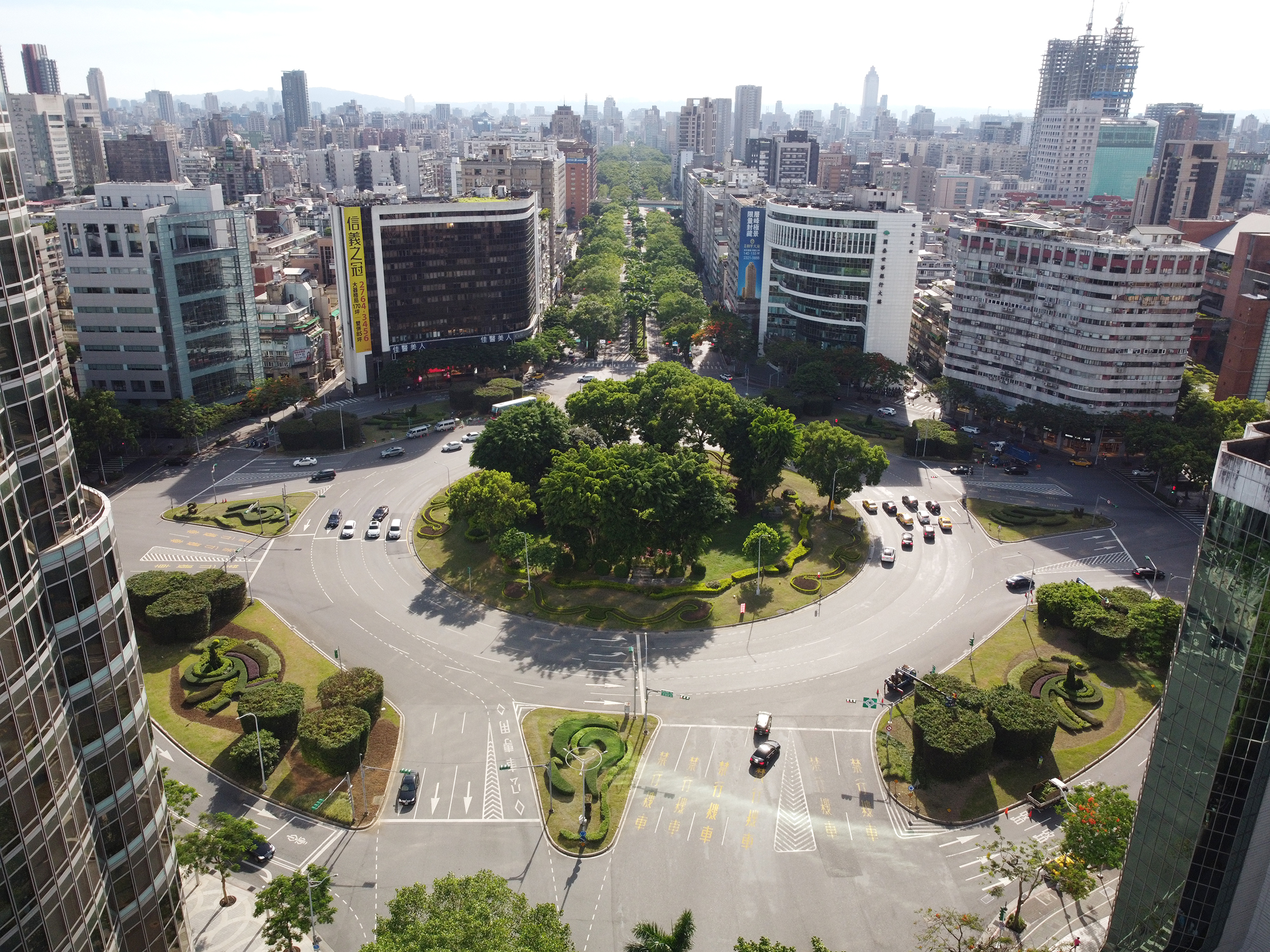
航拍仁愛敦南圓環（2020年）

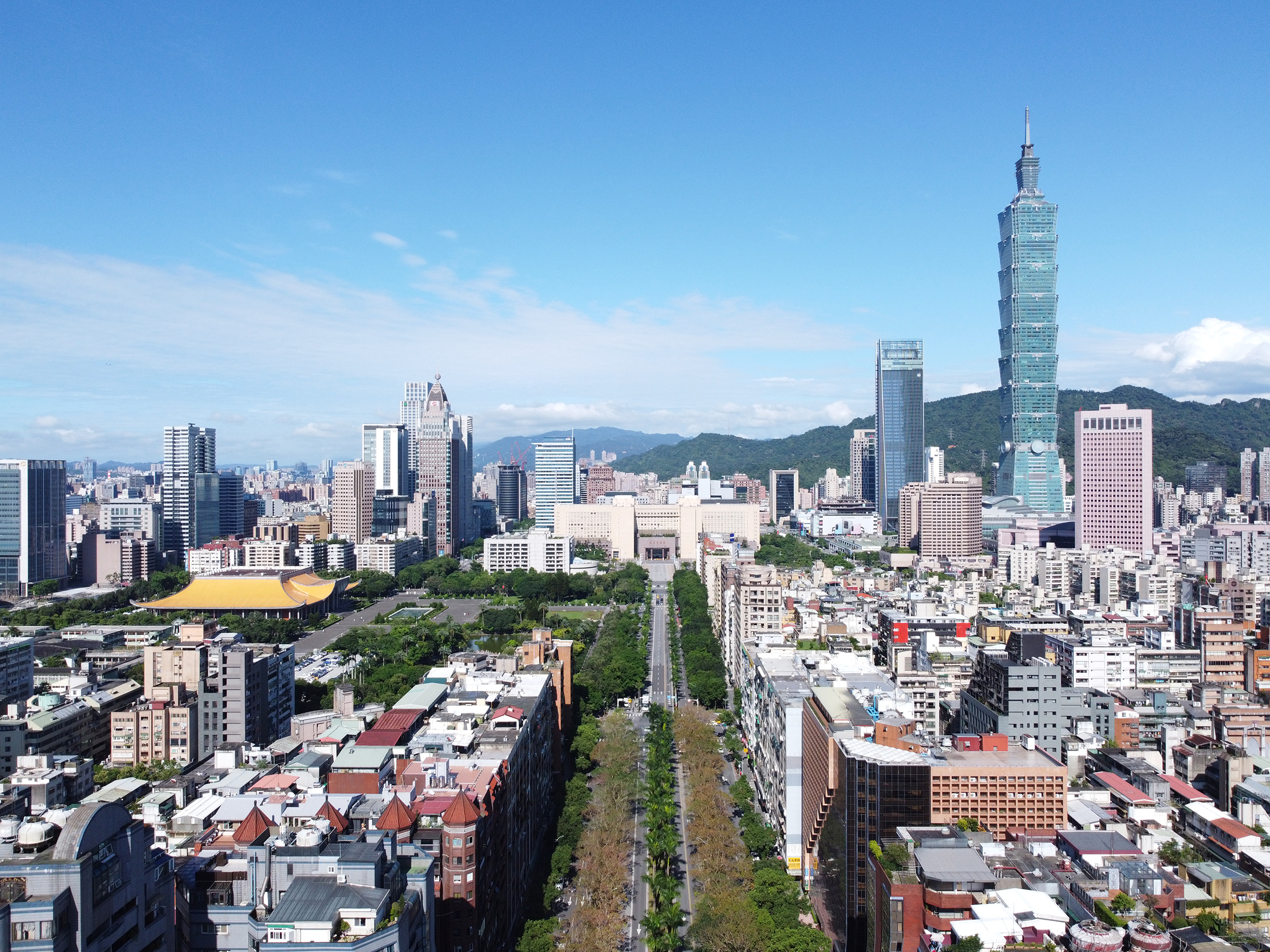
從仁愛路四段眺望台北天際線

仁愛路是臺灣臺北市的重要幹道，為東西向道路，共有四段，仁愛敦南圓環以西屬西向單行道，以東則為雙向道，仁愛敦南圓環的西向單行道與南邊的信義路東向單行道構成一個互補的單行道網。仁愛路東抵臺北市政府，西抵臺北府城東門（景福門）直通凱達格蘭大道；仁愛路東端之府前廣場假日常封閉舉辦活動使用。仁愛路與敦化南路交會處之圓環（仁愛敦南圓環），常做為臺北燈會活動之主燈區。仁愛路亦為臺北市著名的林蔭大道之一，路中央布設公車專用道。

## 行經行政區域
（由西至東）
- 中正區（一段、二段）
- 大安區（三段、四段光復南路以西）
- 信義區（四段光復南路以東）

## 歷史
仁愛路闢於日治時期。1925年，開闢旭小學校（今台北市中正區東門國民小學）北側路段，路幅18公尺。在1932年的都市計畫中即已被預定闢為林蔭道路，稱為公園道路第四號路線、東門大通（或稱東門通、東門町通）。1936年，台灣總督府以第501號指令稱該路規劃為總督府通往松山之門戶，東門一帶已有四千多人居住，且大安區將設立幸小學校，亟應開闢該計畫道路。遂於1937年將道路延伸至文化村、新生南路大排水溝等地為三線路（中央快車道與兩側慢車道以安全島分開）。至領臺末期，依循都市計畫開闢今天仁愛路三段慢車道部分，北側至原空軍總部止，南側則連接幸小學校（今臺北市大安區幸安國民小學）。
1952年吳三連市長任內，因防空疏散政策，將原為死路之仁愛路三段北側終點從空軍總部門口往東打通至安東街，路幅10公尺、石子路面；同期將二段路面改鋪柏油。
又為闢建連接松山機場至總統府之迎賓大道，台北市政府於1956年接受美援貸款、同時自籌資金，將仁愛路從安東街往東打通至南延之敦化路，並在交會處設一200公尺大圓環，1957年鋪石子路面，1958年9月連同分隔島、柏油路面全部完工，打通後路寬60公尺；同時將原本止於幸安國民小學之三段南側慢車道也延伸至安東街口，與四段銜接。仁愛路四段之重要民生設施臺北市立聯合醫院亦在1957年發包興建。
原定開闢為100公尺寬之仁愛路三段，在兩側慢車道之間快車道用地實有不少建物，不盡為違建（如省運會足球場用地位於三段路中央），曾組織指派代表請願停止拆遷，批評三段道路計畫太寬且與二、四段不稱，而成「大肚子型」；後市議會亦決議不宜單獨拓寬三段，黃啟瑞市府終未能徵得住戶同意，使三段園林大道計畫暫時擱置。
1967年臺北升格直轄市之後，臺北市政府將仁愛路四段自敦化南路圓環處東延至基隆路、仁愛路三段拆除原位於快車道用地上之合法、非法建築，闢為100公尺寬的林園大道，今仍為目前臺北市最寬敞的道路。仁愛路一段原無三線路設計，此時亦依二段樣式拓寬為三線路，全路於1970年竣工，但光復南路至基隆路段路幅由60公尺縮減至40公尺。
為解決台北府城東側景福門圓環交通問題，於1979年指定仁愛路自該處至杭州南路間由東往西單行，同樣起於景福門之信義路到杭州南路則為配對單行由西往東；1989年，仁愛路單行區間擴大至新生南路止；1990年，又延伸到敦化南路。

## 分段
仁愛路共分四段。

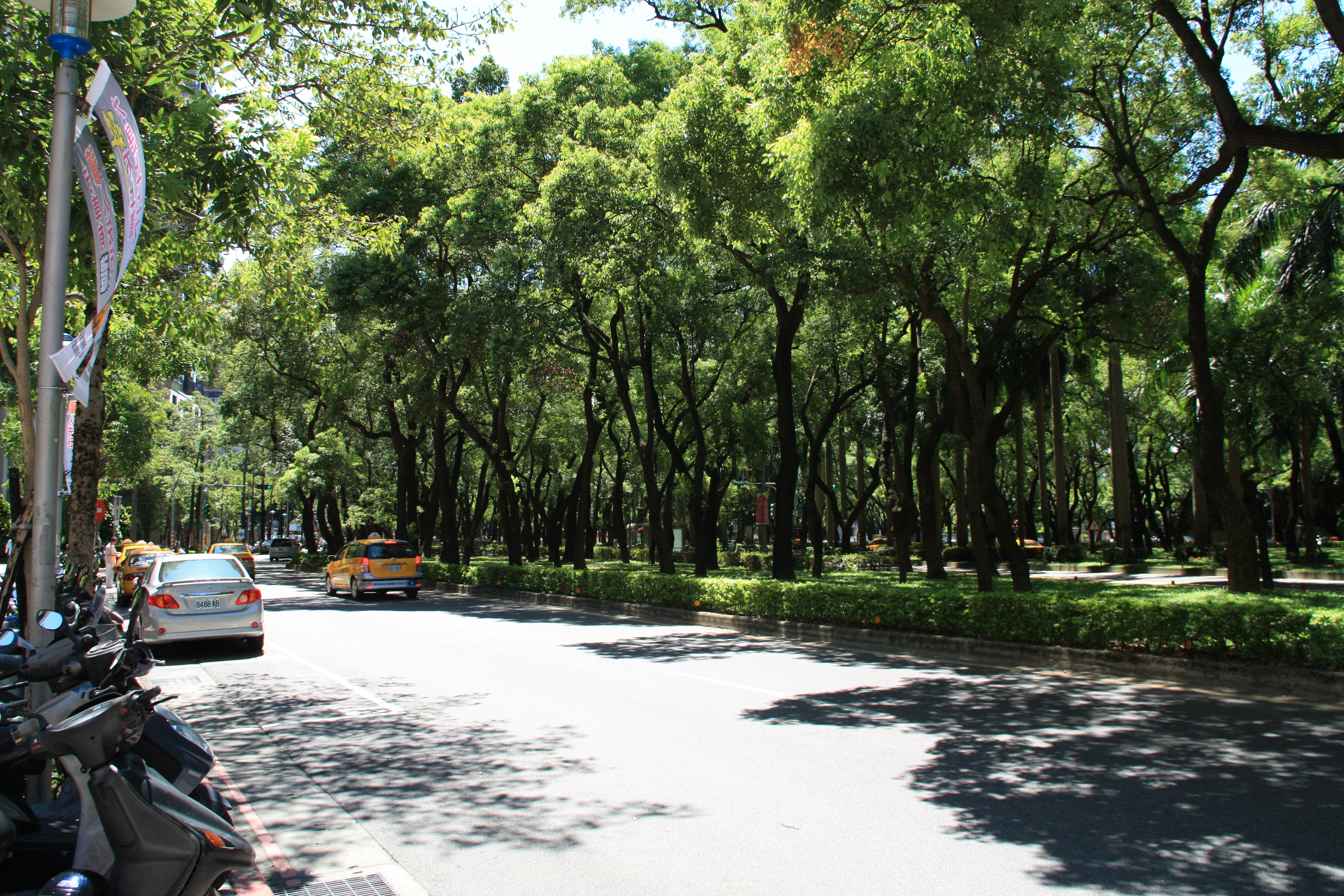
仁愛路林蔭大道

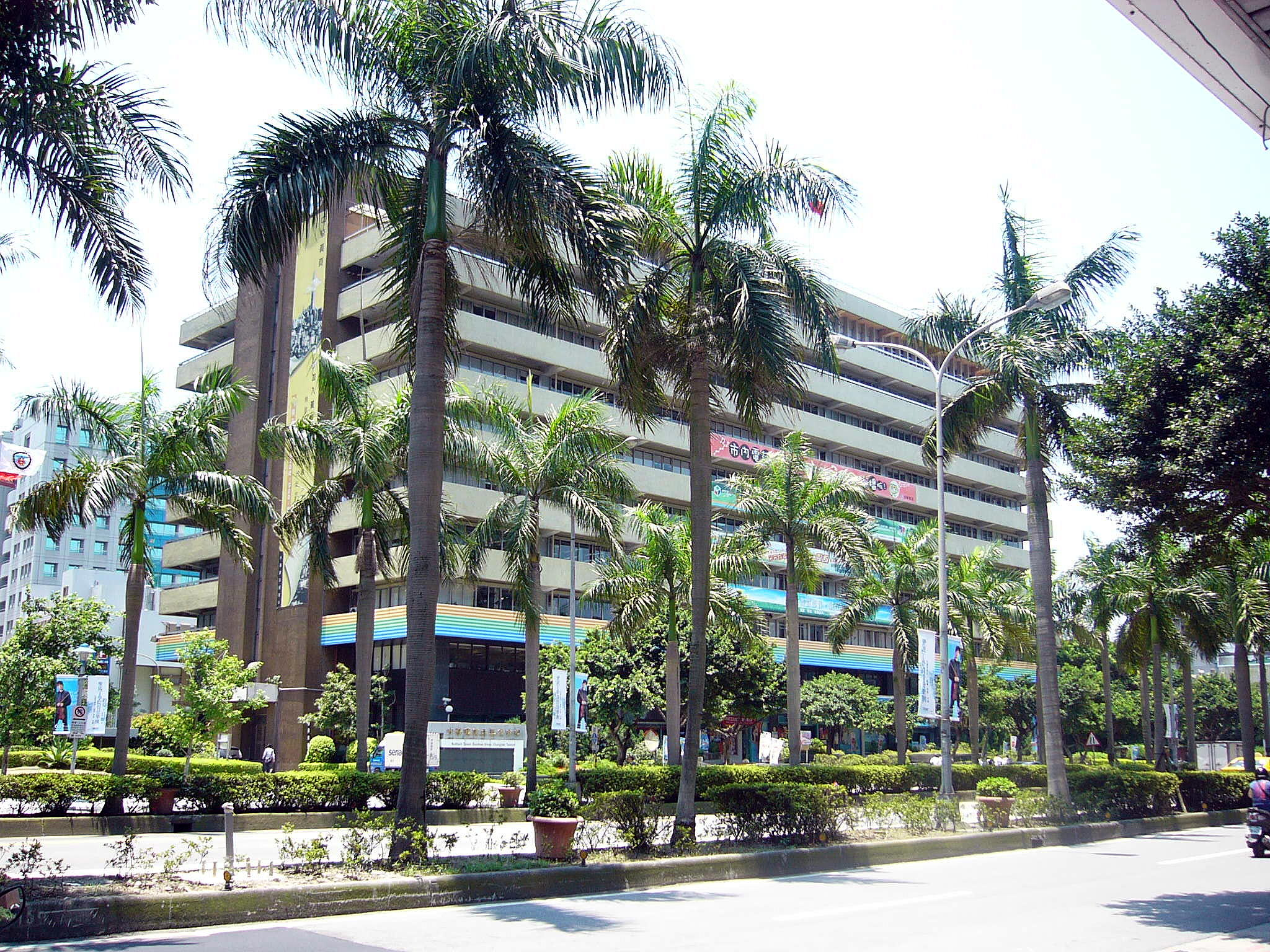
仁愛路一段

- 一段：西於中山南路與凱達格蘭大道相接，東於杭州南路與仁愛路二段相接。
- 二段：西於杭州南路與仁愛路一段相接，東於新生南路與仁愛路三段相接。
- 三段：西於新生南路與仁愛路二段相接，東於復興南路與仁愛路四段相接。
- 四段：西於復興南路與仁愛路三段相接，東抵市府路、臺北市政府府前廣場。[16]

## 道路設計

### 車道數

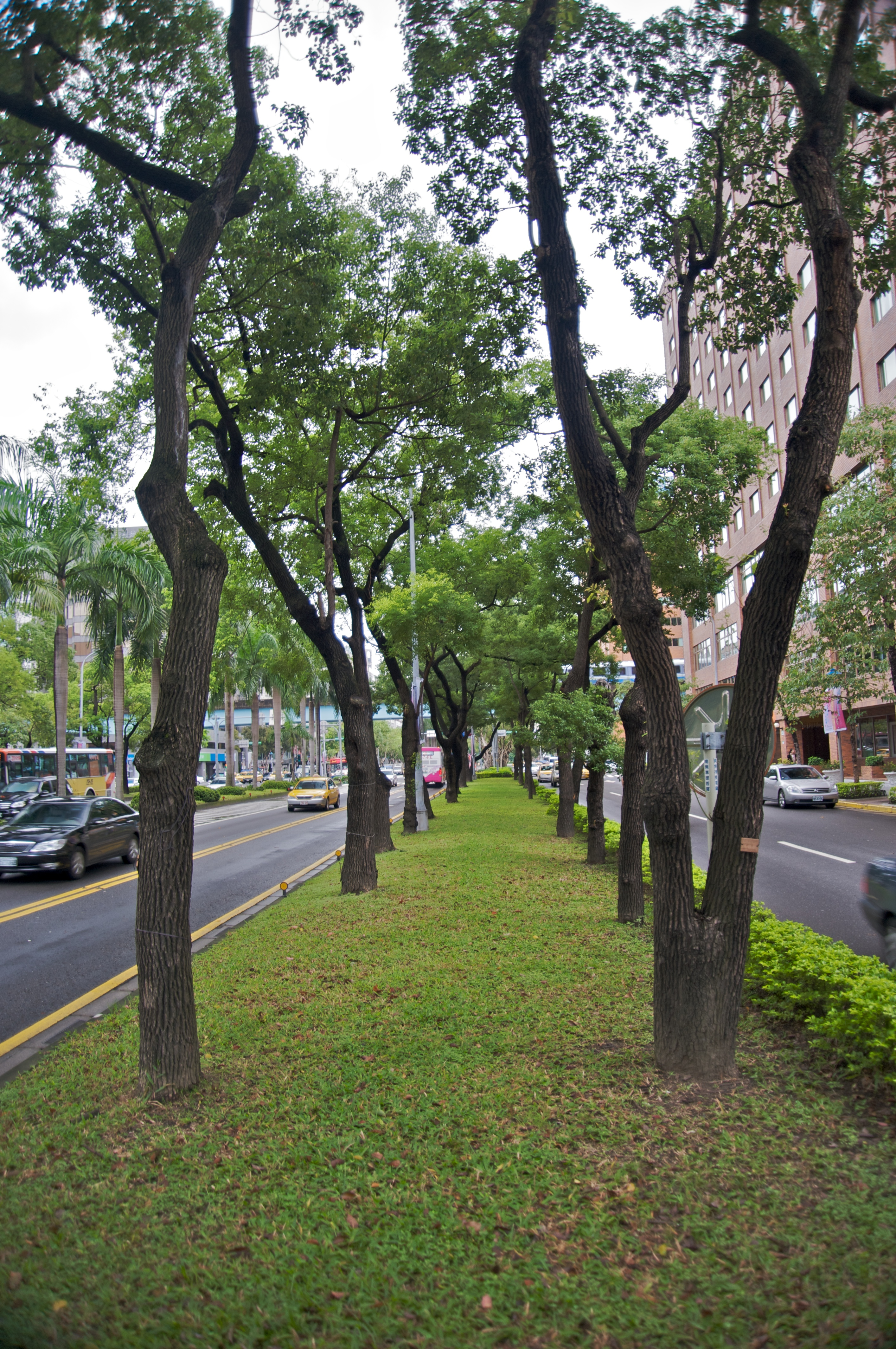
福華大飯店前仁愛路三段的分隔島。

- 一段~三段：東向西八車道，北側第三車道為順向公車專用道，南側第三車道為逆向公車專用道。
- 四段（復興南路－敦化南路）：東向西十車道，北側第四車道為順向公車專用道，南側第四車道為逆向公車專用道。
- 四段（敦化南路－光復南路）：東向西六車道，西向東三車道，北側第四車道為順向公車專用道，南側第三車道為逆向公車專用道。
- 四段（光復南路－逸仙路）：東向西五車道，西向東三車道，北側第三車道為順向公車專用道，南側第三車道為逆向公車專用道。
- 四段（逸仙路－市府路）：雙向各四車道；此段又稱為新仁愛路。（例假日不開放行駛）

### 號碼
- 一段：單號1~59，雙號2~50
- 二段：單號1~99，雙號2~108
- 三段：單號1~145，雙號2~160
- 四段：單號1~507，雙號2~520

### 寬度
- 一段~二段：40公尺
- 三段：60~100公尺
- 四段（復興南路-光復南路）：60公尺
- 四段（光復南路-市府路）：40公尺

## 沿線設施（由西至東）
| | |
| - 一段 - 臺北府城東門（景福門，中山南路口） - 國立臺灣大學醫學人文博物館（1號） 中正區中山南路11號1-5樓。） - - 臺北市中正區東門國民小學（2號） - 臺北市青少年發展暨家庭教育中心（17、19號） - 臺北市公共自行車租賃系統仁愛林森路口站 - 臺北市政府警察局中正第一分局仁愛路派出所（19號1樓） - 東和禪寺（21之33號） - 國立臺灣大學醫學院附設醫院仁愛宿舍（29號） - 仁愛新城(37號~49號) - 中華電信臺灣北區電信分公司（42號） - 交通通訊傳播大樓（50號，交通部與國家通訊傳播委員會合用） - 二段 - 滙豐（台灣）商業銀行仁愛分行（2號） - 中華航運學會（10之1號3樓） - 上海商業儲蓄銀行仁愛大廈（16號） - 原臺灣省議會議長官邸，現立法院副院長官邸（31號） - 長流美術館台北館（63號B1） - 三段 - 台灣中油新生南路加油站（1號） - 臺北市政府警察局大安分局（2號） - 臺北市政府警察局大安分局新生南路派出所 (18號) - 臺北市大安區幸安國民小學（日治時代稱為幸小學校）（22號） - 猶台文化交流協會(24巷1弄6號) - 台灣土地銀行仁愛分行（29號） - 中華郵政臺北仁愛路郵局（47號） - 宏盛帝寶（53號，原廣播電視大廈拆除改建而成） - 建國假日花市（建國高架道路下，建國南路口） - 空總創新基地（55號，國防部空軍司令部舊址） - 中華民國副總統官邸（120號） - 八一四空軍勝利紀念大樓（145號）（臺北空軍官兵活動中心-介壽堂，2018年6月拆除） - 元大金融廣場（157號） - 台北福華大飯店（160號） | - 四段 - 明台產物保險總公司（1號） - 台北市立聯合醫院仁愛院區（10號） - 臺北市公共自行車租賃系統台北市立聯合醫院仁愛院區站 - 宏恩綜合醫院（61號） - 仁愛圓環（敦化南路口） - 國泰世華銀行仁愛大樓（85號） - 台新金控大樓（118號） - 中山醫院（112巷11號，台新金控大樓正後方） - 臺北市立仁愛國民中學（130號） - 富邦金融中心（169號） - 福安紀念館（258號） - 國泰醫院臺北總院(280號) - 國泰人壽大樓（296號） - 國父紀念館（505號） - 臺北市公共自行車租賃系統仁愛逸仙路口站 - 臺北市議會（507號） - 臺北市市政大樓、市民廣場（市府路口） - 臺北市公共自行車租賃系統仁愛延吉街口站 |